# Literatura comparada
La literatura comparada es quizás el campo más influyente de la comparatística y un sector metodológico distintivo de la filología y de su serie disciplinar ciencia de la literatura, esto es, de la historia de la literatura, la teoría literaria y la crítica literaria. La literatura comparada no es propiamente una disciplina, sino una metodología, según demuestra su carácter transversal común no ya a las disciplinas de la ciencia literaria y de la ciencia del lenguaje, es decir, al conjunto de la filología, sino en general a las ciencias humanas e incluso pudiérase decir que a toda ciencia.

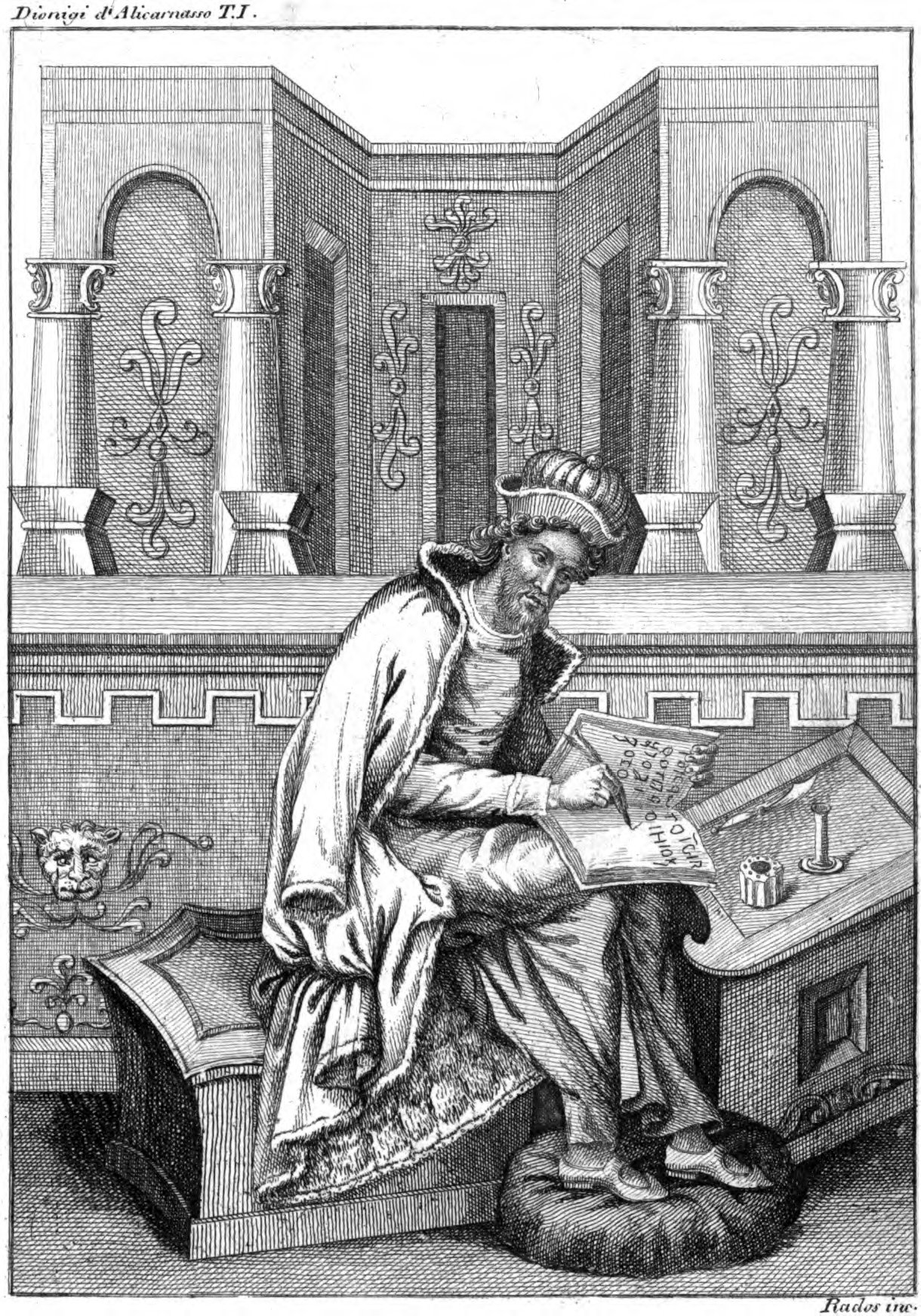
Dionisio de Halicarnaso.

La literatura comparada se ocupa de las realidades literarias de distintas regiones como manifestaciones análogas de un mismo fenómeno cultural, razón por la cual cabe afirmar que pone de manifiesto el fondo compartido subyacente a las diversas realizaciones así como los vínculos o relaciones establecibles entre las mismas. En este sentido, su objeto es universalista y, por tanto, evidentemente plurinacional (por su atención a literaturas diversas; también disciplinas) o de perspectiva supranacional (por cuanto indaga aspectos o elementos que trascienden lo particular). Así, pues, los problemas que aborda derivan de esa universalidad: relaciones bien de facto o bien por
analogía, ya relativas a asuntos tematológicos, poetológicos, genológicos o de cualquier otra índole según artes y disciplinas.
Ciertamente, la literatura comparada no solo se interesa por la comparación dentro del ámbito literario, sino que también se aplica al estudio de las relaciones entre las literaturas y otros diversos campos, disciplinas y artes y religiones o creencias, así eminentemente artes plásticas, música, filosofía, historia, mitología, o ciencias sociales (por ejemplo, ciencia política, economía, sociología) e incluso ciencias experimentales, etcétera.[cita requerida]
La comparación es, reconocidamente en todos los ámbitos del saber, un mecanismo básico y habitual del funcionamiento del psiquismo humano en su confrontación con el mundo. El método comparatista, y en especial el método comparatista literario, anclado culturalmente en el "parangón" grecolatino y desarrollado mediante la permanente discusión europea de antiguos/modernos, fue ideado por Dionisio de Halicarnaso, el padre de la crítica literaria, en su tratadito epistolar Carta a Pompeyo Gémino, y en lo sucesivo específicamente incrementado por Macrobio y sobre todo Escalígero (Libro V), Daniel Georg Morhof y llevado a su cumbre universal, que alcanza a Asia y a la totalización de letras y ciencias por Juan Andrés, autor de la primera historia literaria universal y comparada: Origen, progresos y estado actual de toda la literatura.

## Ámbitos de interés
En la segunda mitad del siglo XX, y dentro de ciertas corrientes neoformalistas que lo caracterizaron, se dio en señalar como línea de actuación primordial del comparatismo literario el estudio (esto es, la descripción y explicación mediante una teoría y una terminología adecuadas) de las relaciones jerárquicas entre metatextos translingüísticos, usando para ello un modelo hipotético-deductivo y teniendo en cuenta que esas relaciones se establecen entre sistemas y subsistemas dominados por normas y tendencias.
De igual modo, se insistió en la necesidad de abandonar una visión singularista de los textos literarios para pasar a integrarlos en el contexto del sistema de la comunicación literaria, esto es, para considerar, también, factores como las distintas condiciones de producción, recepción, etcétera. Los aspectos supranacionales de este sistema constituirían, en consecuencia, el objeto de estudio, debiéndose atender especialmente por tanto a la comparación desde el punto de vista de los efectos de los sistemas literarios sobre los lectores, de las condiciones de producción y recepción, etc.
Así, el listado de materias objeto de interés podría incluir, entre otros, ítems del tipo de:
- Las influencias recíprocas entre las literaturas modernas.
- La relación de la literatura y otros ámbitos del saber.
- El estudio comparado de la métrica, de la estilística, de las metáforas y de la Poética.
- El análisis comparatista de las estructuras y los problemas de la traducción.
- El estudio de la influencia y de la imitación, de la recepción y el efecto.
- El análisis comparatista de la periodización histórico-literaria; la comparación de géneros, formas, temas; etc.[8]

La literatura comparada prestaría atención, pues, tanto a los distintos trasfondos que comparten las distintas literaturas, tales como la impronta greco-latina en las literaturas europeas, el tratamiento diverso de los mismos temas y mitos literarios y la materialización de los géneros literarios, como a la imagen que se refleja en las distintas literaturas de culturas ajenas, mayoritarias o minoritarias, fijándose de forma especial, por ejemplo, en los relatos de viajes y en los procesos de traducción.
Asimismo, se subrayó en algunos trabajos la necesidad de adoptar una visión multiculturalista que prestase atención a las demandas de grupos marginales o similares (minorías étnicas, feminismo...), algo que, en otro orden de cosas, ha comportado la problematización del concepto tradicional de canon. El hecho es que invenciones ideológicas actualistas han querido intervenir sobre formaciones teóricas axiológicamente muy elaboradas.
En resumen, dos serían los grandes ámbitos de interés de la literatura comparada:
- El estudio, en el contexto de la historia de la literatura, de las interrelaciones entre las distintas literaturas y de estas con las demás artes y con el ámbito sociocultural.
- El estudio comparado de obras concretas, o de estas bien con obras de otras artes,[11] bien con las ideas de la época en que la obra fue producida.

Ahora bien, aparte el modelo neoformalista procedente en último término del formalismo ruso y en particular de Tinianov a través del llamado polisistema, lo cierto es que la derivación postformalista condujo a las caracterizaciones socioculturales propias de la época, tratándose finalmente, pues, de una derivación de los diferentes sociologismos arraigados sobre todo en el mundo académico estadounidense y, a partir de este, en diverso grado difundidos: ya sea el referido e inconsistente multiculturalismo o una concepción del canon como mera moda cultural sujeta al ideologismo de la llamada corrección política. En consecuencia, el siglo XXI ha comenzado por verse abocado a una refundación comparatística literaria que, curiosamente, ha debido comenzar por "descubrir" el origen clásico del propio método, recomponer la atención, entre otras cosas, hacia la denominada tradición clásica y replantearse propiamente una teoría de la universalidad con vistas al problema actual de la globalización.

## Metodología
La metodología comparatista y en particular el comparatismo literario, que nace explícitamente con Dionisio de Halicarnaso, ha carecido modernamente de una configuración sólida y estable una vez sobrepasado el logro de la universalidad del objeto de estudio alcanzado por la Escuela Universalista Española del siglo XVIII, o hispano-italiana, heredera a su vez del de Halicarnaso, Escaligero, Daniel Georg Morhof y en general la tradición humanística.
Durante el siglo XX, la escuela francesa especialmente ha insistido en el esquema A-B o X-Y y sus diferentes niveles y posibilidades. Se trata de las formulaciones e inversiones habituales en los usos europeos, por ejemplo, 'Horacio en España' - 'Goethe en el mundo hispánico'; o bien las inversas o ya equilibradamente coordinadas mediante conjunción..., etc. 
Los conceptos de "paralelismo" y de "correspondencia" han servido respectivamente de bastidor metodológico y de guía fenomenográfica, siguiendo cierta tradición literaria, erudita y filosófica, tanto desde un punto de vista interartístico como de amplio sentido estético.
La comparatística alemana propuso por su parte cinco estrategias metodológicas básicas en la práctica de la Literatura comparada:
- establecer la relación directa genética entre dos o más miembros de la comparación;

- precisar la dimensión extraliteraria de una relación de hecho entre dos obras de diferentes literaturas;
- describir la analogía de contextos desde el punto de vista de los autores de las obras puestas en relación;
- confrontar los textos para percibir en su estilo, composición y otros aspectos discursivos, semejanzas y diferencias significativas;
- poner en paralelo los diversos métodos de análisis y estudio de la obra literaria a lo largo de la historia.

Recientemente se ha tratado de la necesidad de una epistemología de los términos de la comparación, sus entidades, lugares y modos.
Por lo demás, un aspecto muy relevante aún de incidencia insospechada, tanto metodológica como general, es el determinado por el establecimiento de comunicación teórica directa con el pensamiento comparatista asiático.

## Historia
La actitud intelectual que subyace al comparatismo se encuentra históricamente de manera específica en el "parangón" grecolatino y, en general, en las actitudes predispuestas a la relación con lo extranjero. En este sentido, diversas individualidades a lo largo de la historia han demostrado una predisposición comparatista, como es el caso de Heródoto, Esquilo (con su tratamiento de los persas sus obras), Tácito (con su interés por Germania), Petrarca (con su diálogo cultural con San Agustín), etc. Ahora bien, el comparatismo literario, como todo comparatismo, es esencialmente una metodología, y ésta fue ejercida modernamente en el marco de la Ciencia de la literatura en tanto consecución de la Literatura universal y, en el marco de la relación entre filología y filosofía, menos manifiesto aunque también relativo a aquella, por la Hermenéutica. Así quedaría, a manos de Schleiermacher, padre moderno de esta disciplina, integradora en el método hermenéutico del método comparatista.

### Fundamentos
Los fundamentos modernos de la Literatura comparada, al igual que de la Lingüística comparada, se encuentran en el siglo XVIII, en la creación de la historia de la literatura universal y el estudio sistemático y catalogación de todas las lenguas. Esto es fruto de la tardía Ilustración cristiana, del gran trabajo en Italia de los jesuitas españoles expulsos, celebérrimo en la Europa de su tiempo y después postergado en virtud de intereses espurios. Por ello la primera denominación de una cátedra de Literatura Comparada será italiana (1861), como herencia inmediata de esta tradición italo-española. A finales del siglo XIX se comenzaron a instituir en las universidades francesas las primeras cátedras de esta denominación.

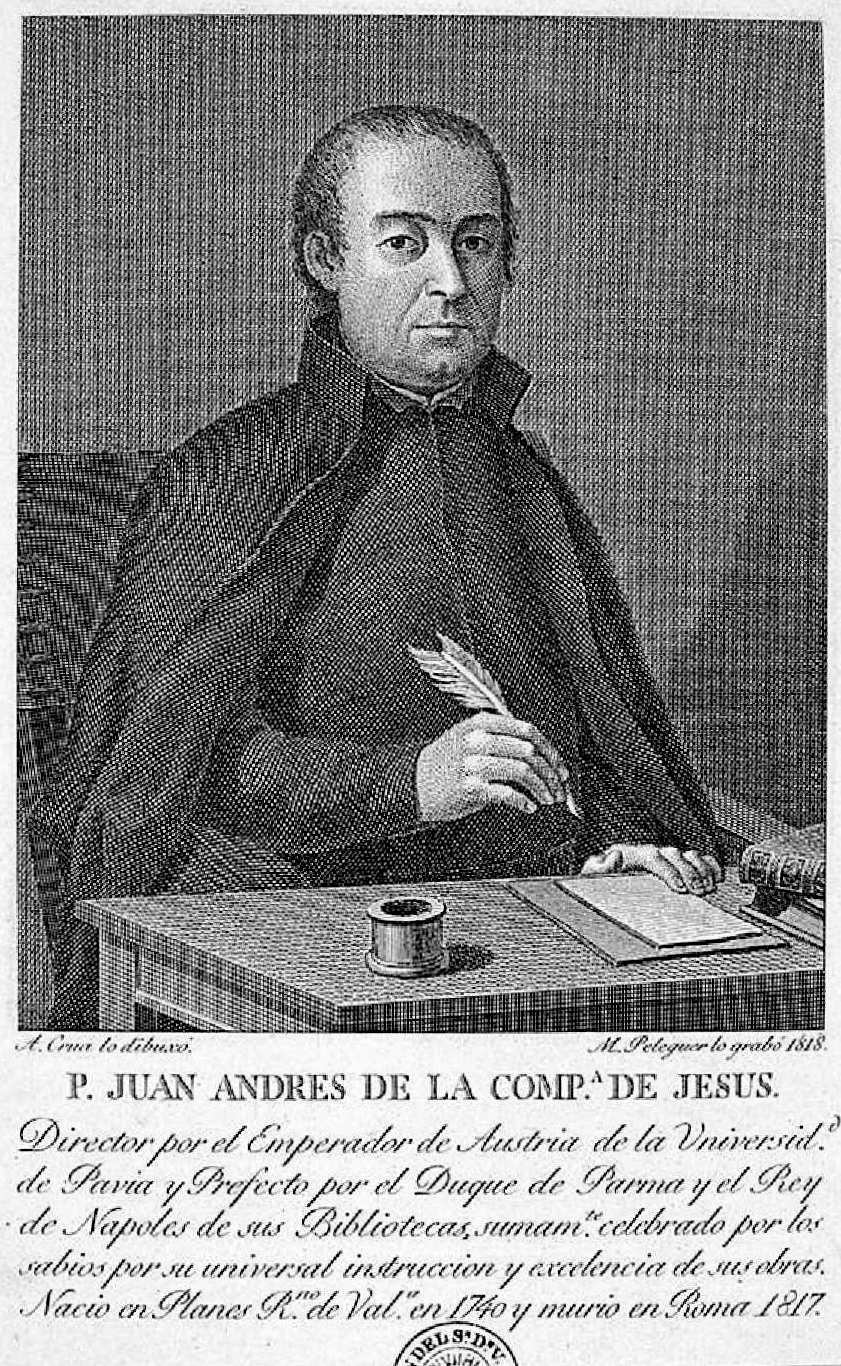
Juan Andrés (1740-1817)

La creación de la historia universal de la literatura configuró por principio la realización comparatista de las Buenas Letras y las Buenas Ciencias, así como la inclusión de Asia en el esquema relacional de las civilizaciones del mundo, lo cual es condición de la plenitud plurinacional y comparatista. La obra más importante y primera universal es la del referido jesuita español Juan Andrés: Origen, progresos y estado actual de toda la literatura (Dell'origine, dei progressi e dello stato attuale d'ogni letteratura, 1.ª ed. en Parma, Stamperia Reale, por Bodoni, 1772-1799, 7 vols.; 2.ª ed. en Madrid, Antonio de Sancha, 1784-1806). Hasta cierto punto también es de tener en cuenta la aproximación del italiano Carlo Denina (Discorso sopra le vicende della letteratura, 1760/1784-85, 2.ª ed. 2 vols.). Por su parte, pertenece a Lorenzo Hervás la correspondiente ideación de toda la base instrumental de la Lingüística comparada mediante su Catálogo de las lenguas de las naciones conocidas. La obra de Andrés llegó a ser manual en los Reales Estudios (Madrid), y en general en diversos centros italianos, lo cual es razón de sus múltiples ediciones (Nápoles, Venecia, Roma, Pistoia, etc.), especialmente a lo largo de la primera mitad del siglo XIX.

### SigloXIX
La expansión de la Literatura comparada como disciplina institucional, por principio anclada en la base de la historiografía literaria, han sostenido algunos críticos que posteriormente vino a reposar sobre cuatro cimientos culturales: el nacionalismo literario, la perspectiva comparatista en distintos ámbitos del conocimiento, el positivismo de Hippolyte Taine y el modelo darwinista de explicación de la historia literaria de Ferdinand Brunetière.
En primer lugar, el nacionalismo literario, consecuencia del romanticismo, fue, al mismo tiempo, impulsor y freno para la existencia de la Literatura comparada, porque, al reivindicar la libertad creativa individual, por un lado, minimizó la relevancia teórica del continuum literario basado en la poética y la retórica clásicas, pero, por otro, propició que desde cada particularismo literario se pudiese establecer una comparación entre ellos en busca de parecidos y diferencias.
En segundo lugar, el contexto cultural comparatista (antropología, lingüística comparada, anatomía...) proporcionó la base metodólogica para intentar superar la limitación del estudio literario centrado en textos de una sola lengua o de una única nación-estado. Así:

los primeros proyectos de literatura comparada criticaban la insuficiencia de considerar las fronteras nacionales como una frontera de investigación; indicaban que deben estudiarse las "influencias", las "relaciones" artísticas, los rasgos comunes y diferenciales, los intercambios entre literaturas, la relación entre vida social y producción literaria, la evolución supranacional de los géneros literarios o de los movimientos y corrientes. [Además, debía acometer también] la búsqueda de las características propias de los hechos literarios.

Por último, el primer comparatismo francés se desarrolló en un medio cultural dominado por el modelo metodológico de las ciencias de la naturaleza (el llamado paradigma biológico de la literatura comparada), por el evolucionismo darwinista y por el determinismo de Taine.
El siglo XIX es la extraordinaria época de la filología indoeuropea, la filología clásica, la egiptología y, en general, de creación de la filología comparada, que a partir de la lingüística comparatista e inicialmente tipológica de Lorenzo Hervás y el proceso humboldtiano, alcanza en las obras gramatical de Franz Bopp y lingüística y literaria de Max Müller una madurez teórica insospechada que es cumbre de la filología alemana. La teoría de la "migración de las fábulas" elaborada por Müller mediante la denominación general de "mitología comparada" es la clave decisiva del más importante comparatismo decimonónico.
Por otro lado, el siglo XIX también ofreció en principio nuevas propuestas historiográficas, nacionales y europeas, entre las que destacan las obras de Friedrich Schlegel (Geschichte der alten und neuen Literatur, 1815) y de Madame De Staël (De la littérature, 1800). La primera intenta exponer que la literatura europea es una expresión de las facultades espirituales de las distintas sociedades y la segunda que refleja un camino de progreso en lo moral, cultural y estético.
Los primeros ejemplos de literatura comparada al modo decimonónico son de la primera mitad del siglo, como fruto del postromanticismo y como una expresión singular de la historia de la literatura (la idea inicial era ir hacia una historia comparatista de las literaturas), que había olvidado, intencionadamente o no, como explicó Cassirer, las elaboraciones de la Ilustración. Sus pioneros fueron Jean-Jacques Ampère y Abel-François Villemain.
Ampère desempeñó en Francia un papel fundamental con un discurso pronunciado en el Ateneo de Marsella el 12 de marzo de 1830, donde apeló a la necesidad de una historia comparativa de las artes y las letras en todos los pueblos, de la que, a su vez, podría surgir una filosofía de la literatura y las artes. Ampère escribió Histoire de la littérature française au moyen-âge, comparée aux littératures étrangères (1841). También en 1835, Philarète Chasles impartió un curso sobre literatura extranjera y comparada. Villemain, por su parte, fue autor de un Cours de litterature française (1840), donde vinculaba las literaturas de Francia, Italia y España; se trata de una obra que sintetiza sus escritos y cursos impartidos entre 1828 y 1840, empleando ya habitualmente la expresión Littérature comparée.
En síntesis, estos primeros trabajos consistían en exponer cómo se individualizaban en cada literatura europea los temas, motivos, mitos y formas literarias comunes de la cultura europea medieval, insistiendo especialmente en las deudas entre esas literaturas. Se trataba, pues, de una disciplina histórico-positivista orientada al estudio de las relaciones internacionales de las literaturas nacionales euro-occidentales.
En España el mejor ejemplo en este sentido fue el desarrollado por el político e intelectual Antonio Alcalá Galiano mediante sus disertaciones en el Ateneo de Madrid: Lecciones de literatura española, francesa, inglesa e italiana del siglo XVIII, publicadas después en forma de libro.
En 1849, Benloews pudo titular ya un discurso en la Universidad de Dijon, como "Introduction à l'histoire comparée des littératures", y en 1866 el neozelandés Hutcheson Macaulay Posnett publicó el primer manual de Comparative Literature, aunque su orientación fuese más sociológica y antropológica que literaria. Seguidamente, constituyen también textos clásicos el estudio de Wilhelm Wetz Shakespeare vom Standpunkte der vergleichenden Literaturgeschichte (1890) y el de Joseph Texte, Rousseau et les origines du cosmopolitisme littéraire (1895).
La consolidación institucional y el reconocimiento académico definitivo de la literatura comparada en el sistema académico contemporáneo, tras haber comenzado en Italia como herencia natural de la historiografía universal y comparatista de Juan Andrés, se produjo a lo largo de los últimos quince años del siglo XIX. Se publicaron las primeras monografías de nuevo estilo, se crearon las cátedras universitarias (Universidad de Lyon, 1897), se fundaron las primeras revistas (Acta comparationis litterarum universarum, 1877; Zeitschrift für vergleichende Literaturgeschichte, 1886), aparecieron los primeros textos programáticos, los primeros departamentos especializados en la materia (Universidad de Columbia, 1899) y, en fin, bibliografías (Francia, 1900) y congresos (París, 1899).
En 1890, la Universidad de Harvard incorporó la Literatura comparada a su labor docente, creando una primera cátedra que fue ocupada por Arthur Richmond Marsh; catorce años después, se creó un departamento.
Históricamente, dos son las direcciones predominantes que los estudios comparatistas han seguido desde finales del siglo XIX. La primera, frecuentada en el ámbito francés, enfatiza el elemento histórico, privilegiando las relaciones directas o causales entre obras y autores, a la coincidencia en géneros, corrientes, estilos, etc.; la segunda, estadounidense, se centra en el elemento teórico, buscando convergencias, y no tanto relaciones, esto es, atiende a la posible poligénesis de las expresiones literarias, sin que haya una relación aparente entre las mismas. Ambas han adolecido de una importante deficiencia que no ha sido sino el resultado natural de la omisión en gran medida de una tradición humanística irrevocable.

### SigloXX
El siglo XX se inició con un artículo de Benedetto Croce (publicado en 1903) considerado como, por un lado, la primera demolición intelectual de la literatura comparada y, por otro, como un texto indispensable para su historia. Básicamente, la crítica de Croce iba contra la posibilidad de fundamentar una disciplina en la mera práctica de la comparación y su apuesta porque la historia de la literatura podía incorporar con naturalidad al comparatismo.
El periodo que va entre la primera y la Segunda Guerra Mundial fue de extraordinario desarrollo de la literatura comparada, en parte porque subyacía la creencia de que el estudio comparativo de diferentes literaturas podía ser una garantía de entendimiento y de comprensión entre pueblos de Europa, y que eso podría ayudar a evitar otra guerra.
Los principales ejemplos de la historia literaria comparada en esta época son las obras de Paul Hazard (La crise de la conscience européenne 1680-1715, 1934), Erich Auerbach (Mimesis. Dargestellte Wirklichkeit in der abendländischen Literatur, 1946), Ernst Robert Curtius (Europäische Literatur und Lateinische Mittelalter, 1948) y Mihály Babits (Az európai irodalom története, 1935).
La obra de Hazard entraría más bien en el género de la historia de la cultura, pues parte del análisis de textos literarios (aunque no solo) para dar cuenta del devenir de la civilización occidental.
Auerbach analiza en su obra el cambio de perspectiva sobre la realidad desarrollado desde Homero hasta Virginia Woolf.
Curtius, en Literatura europea y Edad Media latina, se propuso descubrir los cimientos de la literatura europea, descomponiéndolos en sus distintas formas: géneros, motivos, fórmulas, etc. y no, como en los otros casos, siguiendo una historia convencionalmente cronológica.
Por último, la Historia de la literatura europea de Babits se basa en la propuesta de que existe una corriente literaria universal de la que derivan las literaturas nacionales.
Por lo demás, la Segunda Guerra Mundial fue la que abrió a los Estados Unidos al conocimiento de las lenguas no solo de Europa sino también de África y Asia, y la que provocó la proliferación de departamentos universitarios de literatura comparada; la guerra fría sería un freno, excepto en los países del Este.
Con todo, en 1954 se creó en Oxford la Asociación Internacional de Literatura Comparada (AILC; en inglés, ICLA), cuyo primer congreso se celebró en Venecia en 1955.
A mediados del siglo XX, la entrada en crisis de la historia de la literatura afectó igualmente a la idea de literatura comparada, que se pretendió diferenciar de la historia comparada de la literatura, pasándose a considerar a esta como un momento previo de la primera. Un texto teórico central para este cambio de perspectiva fue la conferencia de René Wellek, "The Crisis of Comparative Literature" (1958), en la que pedía una mayor atención crítica a los textos y una menor predisposición al positivismo historicista.
En 1973 apareció el primer volumen de la Histoire comparée des littératures de langues europeennes/Comparative History of Literature in European Languages, un proyecto colectivo que nacía tras la crisis estructuralista y que fue incorporando ideas de la recién nacida estética de la recepción de Hans-Robert Jauss. En su base, esta nueva historia intentaba atender de forma muy especial a, por un lado, la consideración de los términos clásicos de la historia literaria pero desde un punto de vista estético, y, por otro, a la exposición de los cambios de recepción de las obras entre su momento de publicación y sus distintos momentos históricos de su lectura.
En las últimas décadas del siglo XX, se habló de un nuevo paradigma:

un intento por abandonar la relación genética causal para justificar cualquier prospección comparatista, y de atenerse a lo dado, a los hechos en sí. Siempre que en dos literaturas distintas, o en una literatura y otro orden artístico, ya sea plástico o musical, sin que haya mediado una relación de dependencia de una de las partes hacia la otra, aparezca un mismo fenómeno en cualquier plano en el que nos situemos, entonces siempre asomará un elemento teórico fundamental, es decir, una invariante de la literatura.

En los años noventa, el eurocentrismo hasta el momento de algún modo inherente al estudio comparado de la literatura entró en crisis, y con él las categorías tradicionales de la narración histórica y la concepción de la historia de la literatura como un sistema abierto.
En España, la denominación universitaria de literatura comparada (unida a la de teoría de la Literatura y quedando desgajada de la preexistente designación gramática general y crítica literaria) solo se establece con la Ley de la Reforma Universitaria en los años 90 del siglo XX. Esta es una paradoja más de la circunstancia española e incluso, en este sentido, hispano-italiana, pues a esta tradición correspondió precisamente la constitución del comparatismo literario moderno a finales del siglo XVIII. Como precursor académico de los estudios de literatura comparada durante la segunda mitad del siglo XX en España se puede considerar sobre todo a Alejandro Cioranescu, profesor rumano afincado en la Universidad de La Laguna y autor de un manual en la década de los años 60, manual provisto de una muy meritoria exposición histórica de la materia, si bien muy parcializada en virtud de su completa adhesión a la perspectiva francesa.[cita requerida]